# My Way (álbum de Frank Sinatra)
My Way (traducido: A Mi Manera) es el quincuagésimo sexto álbum de Frank Sinatra, lanzado en 1969 por Reprise Records. El álbum, arreglado por Don Costa, es una colección de canciones pop contemporáneas, como "Mrs. Robinson" de Simon y Garfunkel, y "Yesterday" de The Beatles' , canciones francesas como "If You Go Away", y por supuesto su himno propio "My Way", la cual se convirtió en el tema más popular de Sinatra a lo largo del resto de su carrera.
My Way fue grabada y mezclada en los EastWest Studios, por aquel entonces llamado Oceanway Recording. Luego fue remezclado en Concord Records en 2009 para celebrar los 40 años del álbum. Las canciones adicionales que se incluyeron fueron ensayos de "For Once in My Life" del programa nominado al Emmy Award por especial de televisión de 1969, Sinatra, y una versión en vivo de 1987 "My Way" en la Reunion Arena de Dallas, Texas.

## Lista de Canciones
1. "Watch What Happens" (Norman Gimbel, Michel Legrand, Jacques Demy) – 2:17
2. "Didn't We?" (Jimmy Webb) – 2:55
3. "Hallelujah, I Love Her So" (Ray Charles) – 2:47
4. "Yesterday" (Lennon–McCartney) – 3:56
5. "All My Tomorrows" (Sammy Cahn, Jimmy Van Heusen) – 4:35
6. "My Way" (Paul Anka, Claude François, Jacques Revaux, Gilles Thibault) – 4:35
7. "A Day in the Life of a Fool" (Luiz Bonfá, Carl Sigman) – 3:00
8. "For Once in My Life" (Ron Miller, Orlando Murden) – 2:50
9. "If You Go Away" (Jacques Brel, Rod McKuen) – 3:30
10. "Mrs. Robinson" (Paul Simon) – 2:55
Canciones adicionales lanzadas en la versión remasterizada del 2009:
11. "For Once in My Life" – 4:11 ensayo de estudio, NBC Studio 2, Burbank, California, 13 de agosto de 1969
12. "My Way" – 3:09 versión en vivo desde Reunion Arena, en Dallas, Texas, 24 de octubre de 1987

## Personal
- Frank Sinatra – Vocalista
- Don Costa – Arreglista, conductor
- Abbey Anna - Asistente de producción
- Rikka Arnold - Editorial
- Sonny Burke - Productor
- Chris Clough - A&R
- Larissa Collins - Dirección artística
- Hal Gaba - Productor ejecutivo
- Evelyn Haddad - Asistente de producción
- Dan Hersch - Masterizacion
- Lee Herschberg	- Ingeniero
- Jimmy Hole - diseño
- Joe McEwen - A&R
- Nick Phillips - Asistente de producción
- Charles Pignone - Productor, realizador de cintas
- Leon J. Smith III - Restauración del audio
- Jeffrey Spector - Asistente de producción
- Larry Walsh - Ingeniero, mezclador, realizador de cintas